# Chien Kok-ching
Chien Kok-ching (錢國楨S, Qián GuózhēnP; 1934) è un ex cestista taiwanese.

## Carriera
Con Taiwan ha disputato i Giochi olimpici di Melbourne 1956.